# Luka Jelić
Luka Jelić (Vranjic, 1864. december 22. – Kaštel Stari, 1922. február 3.), horvát katolikus pap, régész és történész, akadémikus, természettudós, kulturális munkás, hegymászó és barlangkutató. 
Tudományos pályafutásának legtermékenyebb időszakát Zára térségében töltötte, és húsz évi munkája alatt többet tett, mint sokan egész életük alatt. Bár érdeklődése a régészeti és történelmi kutatásokra irányult, széles érdeklődésű tudósként számos horvát tudományág fejlődéséhez járult hozzá: művészettörténet, etnológia, földrajz, barlangászat, térképészet, nyelvészet, jog és más területek. A horvát hegymászás és barlangkutatás atyjának is nevezik.

## Élete
1846. október 4-én született a Split melletti Vranjicon. Splitben és Donji Kašteliben nőtt fel. Az elemi iskolát Kaštelában, a középiskolát a spliti klasszikus gimnáziumban végezte, teológiát Zárában tanult. Életére nagy hatással volt két nagybátyja, Jere Jelić és a híres régész, Frane Bulić, mindketten papok, akik gazdag műveltség megszerzésére buzdították. 1887. november 1-jén szentelték pappá. Tanulmányait Rómában folytatta, ahol 1889-ben szerzett kánonjogi doktorátust a Szent Apollinarisról elnevezett római pápai szemináriumban (ma Pápai Lateráni Egyetem) jogi karán. Ezzel egy időben a vatikáni levéltár iskolájában hallgatott paleográfiai és diplomáciai előadásokat, majd a római Történeti- és Jogtudományi Akadémián elvégezte klasszikus és keresztény régészeti szakot.  Tanulmányai alatt a római Szent Jeromos Horvát Intézetben tartózkodott, majd teljes két évig a Római Német Intézetben dolgozott, ahol a régészeti és a történelmi tudását tökéletesítette. Rómában végzett tanulmányai után 1891-ben ösztöndíjat kapott, és a Bécsi Egyetem Filozófiai Karára ment, ahol régészetből, történelemből és földrajzból szerzett diplomát. Bécsi iskolai tanulmányai alatt 1892-ben kutatóúton volt Piero Sticottival Albániában és Montenegróban. A Docleja (Duklja) ősi lelőhelyen tanulmányozta a domborzatot, tervrajzokat készített a maradványokról, fényképeket és leírásokat készített.
Bár rokonai szándéka az volt, hogy ilyen gazdag műveltséggel Frane Bulić munkatársa és utódja legyen a Split környéki régészeti kutatásában, ez nem valósult meg. Tanulmányai befejezése után nem tudott elhelyezkedni, és hamarosan, szakmai nézeteltérések miatt szakított Bulić nagybátyjával. 1893-ban a zárai Dalmáciai Központi Teológiai Szemináriumban a Kánonjogi és Történeti Tanszék professzoraként egyházjogot és egyháztörténetet kezdett oktatni, ahol egészen 1917-es nyugdíjazásáig dolgozott. Ebben az időszakban kezdte meg kulturális és tudományos tevékenységét Zára környékén. Észak-Dalmácia konzervátoraként is szolgált Zárában. Törékeny volt az egészsége, de ennek ellenére dolgozott és kutatásokat végzett. Kollégái, akik ismerték úgy írnak róla, hogy nehéz és rossz körülmények között élt, és gyakran emberfeletti erőfeszítéssel kutatott és írt. 1922-ben, 58 évesen halt meg Kaštel Stariban, és ott is temették el.

## Történettudományi munkássága
Számos régészeti és történeti tanulmányában foglalkozott a dalmáciai őstörténettel, az ókor és a korai kereszténység témáival. Tanulmányozta a glagolita örökséget, valamint a horvátországi bencés rend történetét és építészetét. Irányítása alatt számos dalmáciai régészeti emléket tártak fel, a kora vaskori gyűjtemény nagy részét a zárai Régészeti Múzeumban helyezték el. Jelić a horvát régmúlt műemlékeinek restaurátoraként és konzervátoraként dolgozott (Ninben, Biogradban stb.). Splitben Bulićnak segített a Horvát műemlékek Knin környékén (Zágráb, 1888.) című könyv összeállításában, és Bulić-tyal 1892-ben Splitben megalapította a Bihać Horvát Antikvárius Társaságot, melynek ugyancsak részt vett munkájában, valamint az Első Nemzetközi Korai Keresztény Régészeti Kongresszus szervezésében. 
A kongresszus alkalmából még abban az évben kiadta „Vodja po Spljet i Solinu” című könyvét, és „Ephemeris Salonitana”, valamint „Ephemeris Spalatensis” című kiadványait. A „Bullettino di archeologia e storia dalmata” című folyóiratban (1887, 1889, 1893–98) részben a manastirinei és marusinaci temetők kutatásáról írt. Írt többek között a salonaiakról, a püspökökről és vértanúkról, a spliti székesegyház harangtornyáról és a keresztelőkápolnában koronás alakot ábrázoló domborműről. Splitről írt a „Römische Quartalschrift für christliche Altertumskunde und Kirchengeschichte” (1891) és a „Smotra dalmatinska” (1895), valamint különösen a „Viestnik Hrvatskog arheološkoga društva” (1895-1897) régészeti folyóiratban. Az 1890-es évek végén érdeklődése az észak-dalmáciai területek felé fordult. Feltárásokat végzett Biogradban és Ninben, és lefektette a Zárai Régészeti Múzeumban a szisztematikus régészeti kutatás és a múzeum fejlesztésének alapjait. 
Megírta a horvát bencések története szempontjából különösen értékes történeti és topográfiai vázlatokat a biográdi tengerpartról (1898), valamint a biogradi székesegyház feltárásáról szóló jelentést. Ninben korai horvát emlékeket tárt fel (székesegyház, Szent Kereszt és Szent Mihály templomok, királyi és püspöki udvar, temetők), melyek leleteit a Szent Kereszt-templomban helyezte el. Az ő ásatásai nyomán kerültek elő a Godečaj zsupánt és Branimir fejedelmet említő feliratok. Kutatásokat végzett a Murter, Šibenik és Trogir közötti területen is. Tagja volt a Horvát Régészeti Társaságnak, levelező tagja a Jugoszláv Tudományos Akadémiának, tagja a Központi Műemlékkutatási és Műemlékvédelmi Bizottságnak és a Bécsi Osztrák Régészeti Intézetnek, valamint a berlini Német Régészeti Intézetnek és a Pápai Római Régészeti Akadémiának.

## Természettudományi munkássága
Az 1990-es években Zára környékére érkezve Jelićet rendkívül vonzotta a Velebit és amikor csak tehette, ott tartózkodott. A hegység érintetlen természeti szépségeiben és vadonában gyönyörködve éveket töltött túrázással és Podgorje, Lika és Bukovica környékének felfedezésével. Hasonló gondolkodású embereket, horvát értelmiségiek csoportját gyűjtötte maga köré, akikkel 1899-ben Zárában megalakította a „Liburnija” Hegymászó és Turisztikai Egyesületet. Ennek a társaságnak a tevékenysége Dalmácia egészére kiterjedt. Céljuk volt, hogy megtalálják és fedezzék fel Dalmácia természeti szépségeit, és tegyék azokat turisztikai célból különösen a külföldiek számára elérhetővé, ezzel elősegítve idegenforgalmát. Fedezzék fel és írják le a dalmáciai barlangokat, tavakat, hegyeket és őskori objektumokat.
Az egyesületben titkári és tudományos bizottsági elnöki posztot töltött be, és rendkívül aktív volt a barlangok kutatásában a Zárai szigetvilágban, a Velebitben és más dalmáciai területeken. Részt vett a Dugi Otokon lévő Savar melletti Strašna-cseppkőbarlang kutatásában, mely „Liburnija” Barlangkutató Egyesület munkájának köszönhetően az ország egyik legelső látogatható barlangja volt, melyet már 1900-ban megnyitottak a látogatók előtt. Vezette a Mosor lábánál található Vranjača-barlang kutatását. Ő volt a megalapítója az első horvát barlangkutató szervezetnek a Barlangkutató Társaságnak.

## Egyéb írói és tudományos tevékenysége
Fiatal korában lefordította Jaime Balmes filozófus és publicista „El Criterio” című művének egy részét. Néprajzzal is foglalkozott. Írt a nini népszokásokról „Spomen-cvieće iz hrvatskih i slovenskih Dubrava” (Emlékvirágok a horvát és szlovén Dubravából) címmel, valamint a Zára környéki népszokásokról. Érdekelte a geológia is, szenet és aranyat keresett Velebitben. Munkásságának teljes körű értékelése még várat magára, ennek ellenére kijelenthető, hogy a 19. század végének és a 20. század elejének vezető horvát tudósai, a horvát régészeti és történelemtudomány úttörői közé tartozott. Több befejezetlen munkája és az összegyűjtött anyagainak nagy része kéziratban maradt. A 70 dobozból álló hagyatékot a spliti Régészeti Múzeumban őrzik.

## Fő művei
- Vođa po Spljetu i Solinu (társszerzők F. Bulić és S. Rutar, 1894)
- Zvonik spljetske stolne crkve Zagreb, 1896
- Povijesni izvori za glagoljsko-rimsku liturgiju od XIII. do XIX. stoljeća (1900)
- Dvorska kapela sv. Križa u Ninu (1911)

## Emlékezete
A zágrábi Horvát Tudományos és Művészeti Akadémia épülete előtt 1969-ben avatták fel mellszobrát, Ratko Petrić akadémiai szobrászművész alkotását.